# Gorm l'Ancien
Gorm l'Ancien ou Gorm le Vieux (Gorm den Gamle en danois) est roi du Danemark entre 936 et 958 ou 964. L'année de sa naissance n'est pas connue avec précision mais elle est située autour de l'an 900.

## Règne

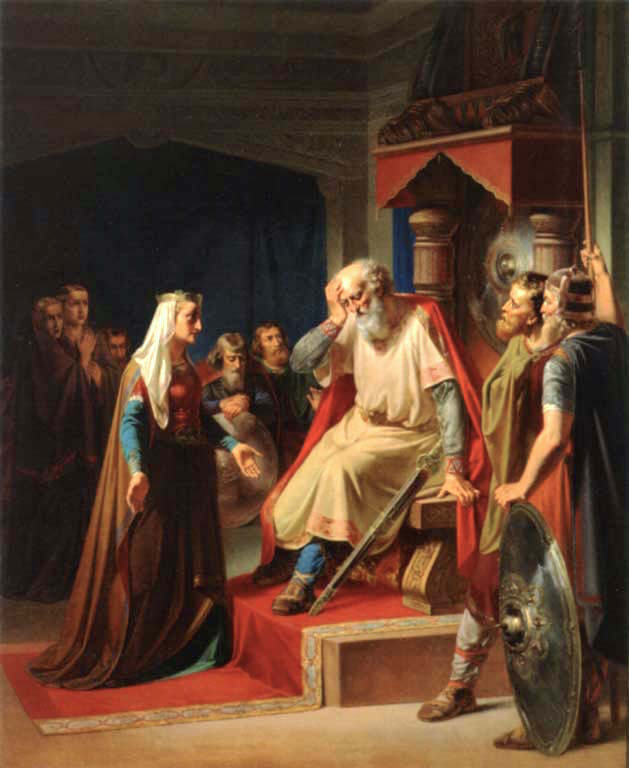
Le roi Gorm le Vieux reçoit la nouvelle de la mort de son fils Canute, August Thomsen.

Saxo Grammaticus le présente comme le fils et successeur d'un certain  Frotho et indique qu'il serait né en Angleterre et pour cela surnommé « l'Angle » et qu'il hérite du royaume alors qu'il résidait sur cette île. Selon Adam de Brême, il est le fils de Hardeknut de Danemark, et il enlève le trône de Danemark à Sigtrygg Gnupasson, un successeur d'Olof le Suédois, vers 936, et s'installe à Jelling. Toujours d'après le chroniqueur Adam de Brême, c'est « une très cruelle vermine … hostile à tous les chrétiens, qui avait chassé le clergé de son royaume ».
Gorm doit néanmoins se soumettre à Henri Ier du Saint-Empire, qui après avoir vaincu en 934 le roi Gnupa fils d'Olof le Suédois crée une « marche » à Schleswig pour contenir les Danois.
On ne dispose sur Gorm que de deux informations certaines : 
L'archevêque de Hambourg, Unni, le rencontre en 936 à Jelling dans le sud-est du Jutland et réussit à gagner à sa cause, son fils Harald qui autorise la célébration publique du culte chrétien. En 948, le roi est contraint d'accepter l'établissement d'évêques à Hedeby, Ribe et Aarhus, mais on ignore si les sièges purent réellement être pourvus d'un titulaire.
Gorm est également connu pour avoir érigé la petite pierre de Jelling à la mémoire de sa femme Thyra du Danemark ou plutôt Thyra Danebod, qui est identifiée comme étant l'épouse de Gorm. Il est probable que Thyra ait joué un rôle important dans l'unification des groupes danois car elle est identifiée sur plusieurs pierres runiques.
Selon Saxo Grammaticus, elle serait la fille du roi d'Angleterre Æthelred et selon Snorri Sturluson, la fille d'un certain « Harald Klak » qu'il est chronologiquement impossible d'identifier avec le roi des Danois homonyme.
De son union avec Gorm serait née la Danoise Gonnor, qui épouse Rainulf de Crépon, arrière-grand-père d'Osbern de Crépon[réf. nécessaire].
Il meurt pendant l'hiver 958-959 ou à l'été 964.

## Découvertes archéologiques

### Pierre runique et complexe royal
La petite pierre des pierres de Jelling est une commande effectuée par Gorm afin de commémorer sa femme Thyra. Sa transcription est encore verticale, dans une période de transition aux influences latines et chrétiennes. Il reste des incertitudes sur son emplacement originel ainsi que sa date de réalisation car elle a été intégrée dans le complexe de Jelling par Harald Ier. C'est sur cette pierre qu'apparait la première occurrence en langue nordique du nom Danemark, déjà mentionné en 880 par Ottar du Hålogaland sous sa forme en vieil anglais. Gorm s'y présente par le titre de roi, sans préciser les limites de son royaume.
Gorm semble être le premier à s'intéresser au site de Jelling et pourrait en avoir fait le berceau de sa dynastie, d'où elle tire son nom : Maison de Jelling. Il choisit le site afin de s'implanter dans une région de pouvoir probablement plus ancienne comme l'indiquent des découvertes de trésors remontant à la première moitié du VIe siècle.

### Découverte du corps
Quand son corps fut découvert en 1978 sous l'église de Jelling, il fut transporté au musée national pour y être examiné. Ces examens ont confirmé qu'il était âgé d'une cinquantaine d'années au moment de sa mort et qu'il était grand pour son époque avec une taille de 1,72 m. Ils indiquent également qu'il souffrait de rhumatismes au niveau du dos.
Son corps fut ramené à l'église de Jelling en 2000 et placé dans une boîte en métal dans une chambre de l'église.

## Descendance
De Thyra :
- Knut Gormsson « Danaast » († 962) ;
- Harald « dent-bleue », qui lui succéda[11].

D'autres épouses : 
- Gunhild Kongemor, épouse Éric Ier de Norvège ;
- Torke († 986).